# Коробейников, Михаил Юрьевич
Михаил Юрьевич Коробейников (род. 4 февраля 1974) — российский самбист и дзюдоист, призёр чемпионатов России по самбо и дзюдо, призёр командных чемпионатов Европы по дзюдо, призёр летней Универсиады 1995 года по дзюдо, мастер спорта России международного класса, обладатель 1-го дана. Заслуженный тренер России. С 1997 года тренер-преподаватель в клубе «Самбо-70». Оставил большой спорт.

## Спортивные результаты
- Чемпионат России по дзюдо 1995 года — ;
- Чемпионат России по дзюдо 1996 года — ;
- Чемпионат России по дзюдо 1997 года — ;
- Чемпионат России по самбо 1998 года — ;
- Чемпионат России по самбо 1999 года — ;
- Чемпионат России по самбо 2001 года — ;

## Воспитанники[1]
Мастера спорта международного класса по самбо:
- Чобанян Карен;
- Бакарадзе, Теймураз Борисович;
- Тухфатуллин, Илья Шамилевич.

Мастер спорта международного класса по дзюдо:
- Нажмудинов, Магомед Насрудинович.